# Amador City
Amador City is een plaats (city) in de Amerikaanse staat Californië, en valt bestuurlijk gezien onder Amador County.

## Geografie
Volgens het United States Census Bureau beslaat de plaats een oppervlakte van
0,8 km², geheel bestaande uit land. Amador City ligt op ongeveer 316 m boven zeeniveau.

## Demografie
Volgens de census van 2000 bedroeg de bevolkingsdichtheid 229,3/km² (601,7/mijl²) en bedroeg het totale bevolkingsaantal 196. dat bestond uit:
- 90,82% blanken
- 1,02% inheemse Amerikanen
- 4,08% andere
- 4,08% twee of meer rassen
- 9,18% Spaans of Latino

Er waren 85 gezinnen en 54 families in Amador City. De gemiddelde gezinsgrootte bedroeg 2,31.
In 2006 is het aantal inwoners door het United States Census Bureau geschat op 218, een stijging van 22 (11,2%).

## Plaatsen in de nabije omgeving
De onderstaande figuur toont nabijgelegen plaatsen in een straal van 32 km rond Amador City.